# Daniel Goitom
Daniel Goitom (Asmara, 22 dicembre 1979) è un calciatore eritreo, portiere del Red Sea.

## Carriera

### Club
Ha giocato in patria con Tesfa, Red Sea e Adulis Club.

### Nazionale
Ha debuttato con la nazionale eritrea il 15 novembre 2011 in Rwanda-Eritrea (3-1) valevole per le qualificazioni ai Mondiali 2006.

## Palmarès

### Club

#### Competizioni nazionali
- Campionato eritreo: 2

Red Sea: 2009, 2010